# Tilleul de Lipka
Le tilleul de Lipka est un arbre remarquable, qui pousse dans le village de Lipka au nord-est de Chotěboř, dans la partie centrale de la région protégée des Železné hory (monts de fer).
Ces reliefs forment une partie des monts de Bohême-Moravie.
Les dimensions et l'âge de l'arbre sont exceptionnellement élevés pour son espèce. La circonférence de son tronc, et probablement son âge, le classent parmi les cinq plus anciens tilleuls à petites feuilles en République tchèque.
Le tilleul pousse sur le sentier touristique signalé en jaune, aux abords de la maison forte (en tchèque Tvrz), de style gothique au sud de Lipka. Le chemin menant au tilleul continue à 100 mètres vers la tombe des anciens propriétaires de l'édifice, les Kustoš de Zubří et Lipka.

## État de l'arbre et entretien

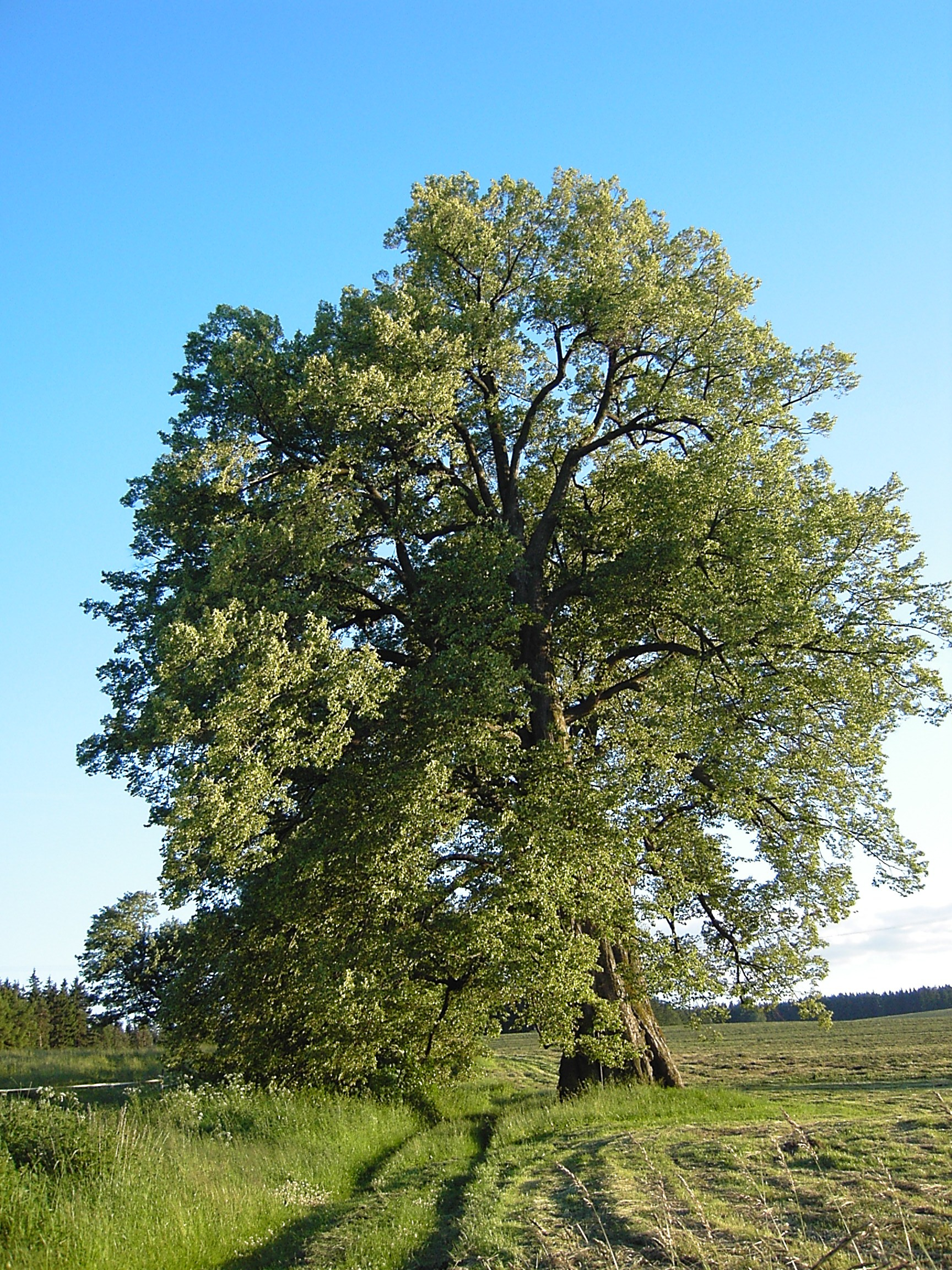
Le tilleul en 2006

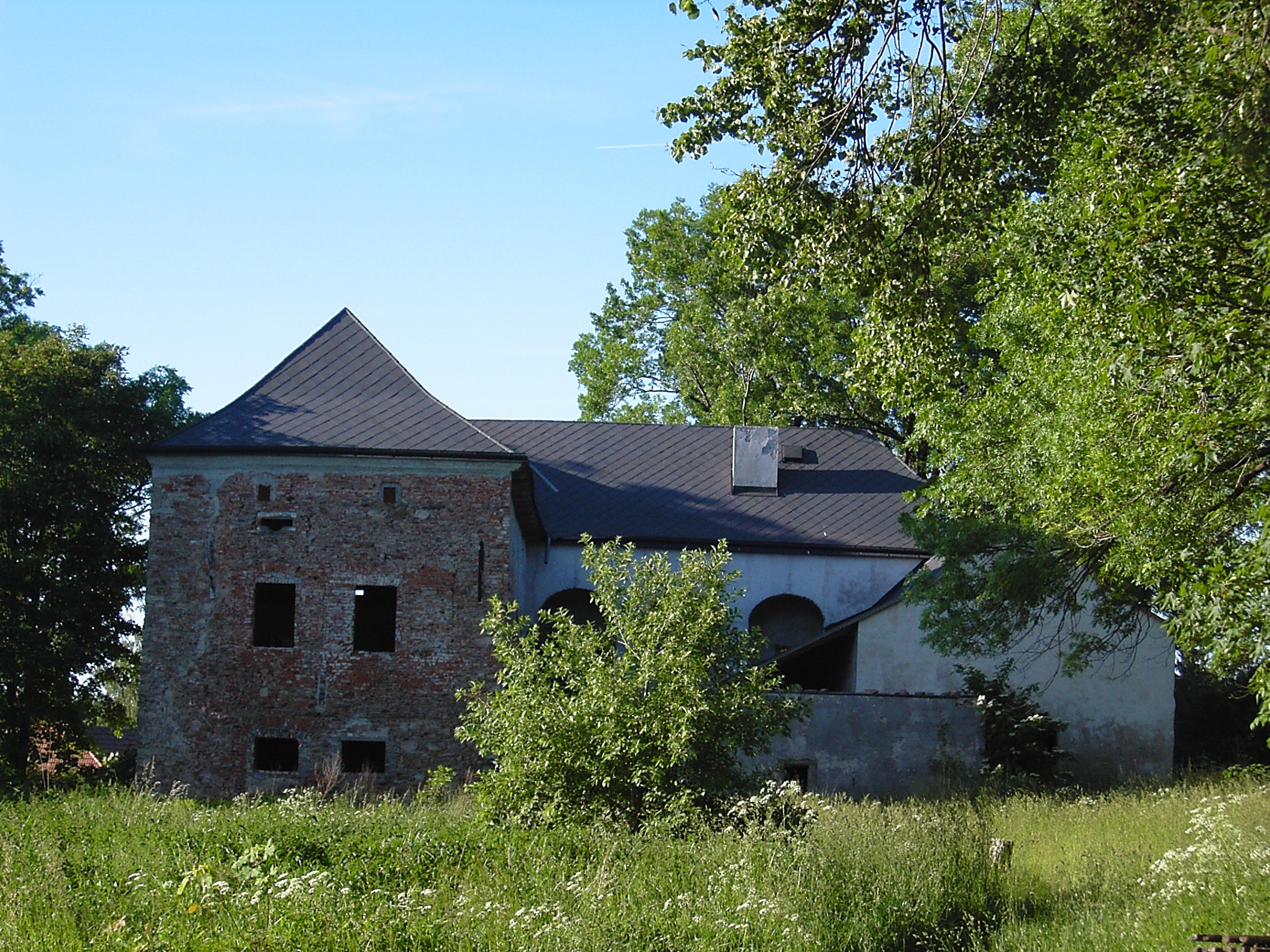
La maison forte des seigneurs de Kustoš de Zubří et Lipka

À l'origine ce tilleul était triple, mais l'une des souches s'est cassée. La couronne s'est progressivement renforcée et, au fil des années, l'arbre s'est enroulé autour de la partie cassée qui s'est cicatrisée. À l'heure actuelle, le tilleul est creux jusqu'à la couronne dont le diamètre est de 26 m. Il est pour son âge exceptionnellement bien conservé et en bon état.

## Histoire et notoriété de l'arbre
Le tilleul est pratiquement au milieu de la route entre le tombeau des seigneurs de Kustoš de Zubří et Lipka et de leur manoir. C'était à l'origine une maison forte gothique, bâtie dans le courant du XIIIe siècle (l'âge du tilleul pourrait correspondre à la date d'achèvement de la construction). Dans les années 1561-1588 le manoir est transformé par Jan Kustoš en château Renaissance, modifié par ailleurs aux XVIIIe et XIXe siècles. Aujourd'hui le château est inoccupé, inachevé dans sa rénovation.

## Récompense
À l'occasion de la célébration de la Journée de l'arbre 2017, concours organisé par la Commission européenne, le tilleul de Lipka a obtenu la 3e place.

## Curiosités naturelles de la région
- Réserve naturelle de Spálava
- Réserve naturelle de Polom (1,5 km)

## Arbres significatifs dans les alentours
- Tilleul Spálavská (500-550 ans, 5 km, marche de 3 km)
- Stará královna de Polom (circonférence de 5,80 m, tombé en 1903)

Au sud
- Tilleul Lánská (700 ans, 10 km, marche de 5 km)

Au sud-est
- Marronnier d'Inde, à  Hluboká (arbre important, à 8,5 km)
- Tilleul Štikovská (600 ans, à 14 km)
- Châtaignier Vestecký (à 11 km)

Au sud-ouest
- Chêne de Žižka (Chotěboř) (espèce disparue, à 13 km)
- Chênes de Žižka (Chotěboř) (à 13 km)

Au sud
- Tilleul à Kameničky (450 ans, à 5 km)

Au nord
- Orme Přemilovský (à 5 km)
- Tilleul Klokočovská (1 000 ans, à 6 km)

Au nord-est
- Châtaignier (Nasavrky, à 10 km)

Au nord
- Tilleul à Krasné (à l'origine 2 tilleuls, 1,6 km)